# Interleukina 20
Interleukina 20, IL-20 – jeden z homologów interleukiny 10. Jest wytwarzana przez keratynocyty. Wydaje się być ona czynnikiem ich wzrostu, zarówno parakrynowym jak i autokrynowym. Indukuje wydzielanie TNF, interleukiny 6. 
Podwyższone stężenie tej interleukiny obserwuje się w przebiegu łuszczycy.